# Аваре (микрорегион)

Аваре на карте.

Аваре (порт. Microrregião de Avaré) — микрорегион в Бразилии, входит в штат Сан-Паулу. Составная часть мезорегиона Бауру. 
Население составляет 	178 434	 человека (на 2010 год). Площадь — 	5 897,751	 км². Плотность населения — 	30,25	 чел./км².

## Демография
Согласно сведениям, собранным в ходе переписи 2010 г. Национальным институтом географии и статистики (IBGE), население микрорегиона составляет:						
| Полное население                             | Полное население                             | Полное население                             | Полное население                             | 178 434 |
| -------------------------------------------- | -------------------------------------------- | -------------------------------------------- | -------------------------------------------- | ------- |
| в том числе:                                 | Городское население                          | 156 566                                      | Процент городского населения, %              | 87,74   |
|                                              | Сельское население                           | 21 868                                       | Процент сельского населения, %               | 12,26   |
|                                              | Мужское население                            | 90 925                                       | Процент мужского населения, %                | 50,96   |
|                                              | Женское население                            | 87 509                                       | Процент женского населения, %                | 49,04   |
| Плотность населения, чел/км²                 | Плотность населения, чел/км²                 | Плотность населения, чел/км²                 | Плотность населения, чел/км²                 | 30,25   |
| Население микрорегиона в % к населению штата | Население микрорегиона в % к населению штата | Население микрорегиона в % к населению штата | Население микрорегиона в % к населению штата | 0,43    |

## Статистика
- Валовой внутренний продукт на 2003 составляет 1 459 174 980,00 реалов (данные: Бразильский институт географии и статистики).
- Валовой внутренний продукт на душу населения на 2003 составляет 8637,01 реалов (данные: Бразильский институт географии и статистики).
- Индекс развития человеческого потенциала на 2000 составляет 0,779 (данные: Программа развития ООН).

## Состав микрорегиона
В составе микрорегиона включены следующие муниципалитеты:
1. Аранду
2. Аваре
3. Серкейра-Сезар
4. Иарас
5. Итатинга
6. Итаи
7. Паранапанема
8. Агуас-ди-Санта-Барбара